# Copa d'Europa de futbol 1990-91
La Copa d'Europa de futbol 1990–91 fou l'edició número trenta-sis en la història de la competició. Es disputà entre el setembre de 1990 i el maig de 1991, amb la participació inicial de 31 equips de 30 federacions diferents.
La competició fou guanyada per l'Estrella Roja de Belgrad a la final davant del Olympique de Marsella des del punt de penal. Aquesta temporada va veure el retorn dels clubs anglesos a la competició després de la prohibició de cinc anys imposada per la UEFA arran del desastre de Heysel.

## Primera ronda

Alineacions de la final.

| Equip 1               | Global | Equip 2                  | Anada | Tornada |
| --------------------- | ------ | ------------------------ | ----- | ------- |
| APOEL FC              | 2–7    | FC Bayern Múnic          | 2–3   | 0–4     |
| KA Akureyri           | 1–3    | PFC CSKA Sofia           | 1–0   | 0–3     |
| FC Dinamo Bucureşti   | 5–1    | St Patrick's Athletic FC | 4–0   | 1–1     |
| FC Porto              | 13–1   | Portadown FC             | 5–0   | 8–1     |
| Estrella Roja         | 5–2    | Grasshopper-Club         | 1–1   | 4–1     |
| Valletta FC           | 0–10   | Rangers FC               | 0–4   | 0–6     |
| Union Luxemburg       | 1–6    | Dynamo Dresden           | 1–3   | 0–3     |
| Malmö FF              | 5–4    | Beşiktaş JK              | 3–2   | 2–2     |
| SSC Napoli            | 5–0    | Újpesti Dózsa            | 3–0   | 2–0     |
| Sparta Praga          | 0–4    | Spartak Moscou           | 0–2   | 0–2     |
| Odense Boldklub       | 1–10   | Reial Madrid             | 1–4   | 0–6     |
| FC Swarovski Tirol    | 7–1    | FC Kuusysi               | 5–0   | 2–1     |
| AC Milan              | Bye    |                          | –     | –       |
| Lillestrøm SK         | 1–3    | Club Brugge KV           | 1–1   | 0–2     |
| Lech Poznań           | 5–1    | Panathinaikos FC         | 3–0   | 2–1     |
| Olympique de Marsella | 5–1    | Dinamo Tirana            | 5–1   | 0–0     |

## Segona ronda
| Equip 1             | Global | Equip 2               | Anada | Tornada |
| ------------------- | ------ | --------------------- | ----- | ------- |
| FC Bayern Múnic     | 7–0    | PFC CSKA Sofia        | 4–0   | 3–0     |
| FC Dinamo Bucureşti | 0–4    | FC Porto              | 0–0   | 0–4     |
| Estrella Roja       | 4–1    | Rangers FC            | 3–0   | 1–1     |
| Dynamo Dresden      | 2–2¹   | Malmö FF              | 1–1   | 1–1     |
| SSC Napoli          | 0–0²   | Spartak Moscou        | 0–0   | 0–0     |
| Reial Madrid        | 11–3   | FC Swarovski Tirol    | 9–1   | 2–2     |
| AC Milan            | 1–0    | Club Brugge KV        | 0–0   | 1–0     |
| Lech Poznań         | 4–8    | Olympique de Marsella | 3–2   | 1–6     |

¹ – Dynamo Dresden passà a quarts de final des del punt de penal.
² – Spartak Moscou passà a quarts de final des del punt de penal.

## Quarts de final
| Equip 1         | Global | Equip 2               | Anada | Tornada |
| --------------- | ------ | --------------------- | ----- | ------- |
| FC Bayern Múnic | 3–1    | FC Porto              | 1–1   | 2–0     |
| Estrella Roja   | 6–0    | Dynamo Dresden        | 3–0   | 3–0¹    |
| Spartak Moscou  | 3–1    | Reial Madrid          | 0–0   | 3–1     |
| AC Milan        | 1–4    | Olympique de Marsella | 1–1   | 0–3²    |

¹ – Partit suspès per una invasió als 78 minuts quan l'Estrella Roja guanyava per 2–1, essent-li atorgat el resultat final de 3–0.
² – Amb el resultat 1–0 a favor del Marsella al minut 88 fallaren les llums. El Milan refusà continuant jugant quan retornarà la llum i el partit fou donat per guanyat al Marsella per 3–0.

## Semifinals
| Equip 1         | Global | Equip 2               | Anada | Tornada |
| --------------- | ------ | --------------------- | ----- | ------- |
| FC Bayern Múnic | 3–4    | Estrella Roja         | 1–2   | 2–2     |
| Spartak Moscou  | 2–5    | Olympique de Marsella | 1–3   | 1–2     |

## Final
| Estrella Roja | 0 – 0 | Olympique de Marsella |
| ------------- | ----- | --------------------- |
|               |       |                       |

|                                                                                           |       | Penals                                                            |  |
| Robert Prosinečki · Dragiša Binić · Miodrag Belodedici · Siniša Mihajlović · Darko Pančev | 5 – 3 | Manuel Amoros · Bernard Casoni · Jean-Pierre Papin · Carlos Mozer |  |

| Guanyador de la Copa d'Europa 1990-91 |
| ------------------------------------- |
| Estrella Roja de Belgrad Primer títol |